# Elyāsī-ye Maḩmūd
Elyāsī-ye Maḩmūd (persiska: الياسی محمود, Elyās-e Maḩmūd) är en ort i Iran.   Den ligger i provinsen Kermanshah, i den västra delen av landet, 500 km väster om huvudstaden Teheran. Elyāsī-ye Maḩmūd ligger 605 meter över havet och antalet invånare är 220.
Terrängen runt Elyāsī-ye Maḩmūd är kuperad åt nordost, men åt sydväst är den platt. Runt Elyāsī-ye Maḩmūd är det ganska tätbefolkat, med 72 invånare per kvadratkilometer. Närmaste större samhälle är Sarpol-e Z̄ahāb, 16,2 km söder om Elyāsī-ye Maḩmūd. Omgivningarna runt Elyāsī-ye Maḩmūd är i huvudsak ett öppet busklandskap.